# Anonychomyrma inclinata
Anonychomyrma inclinata (лат.) — вид муравьёв рода Anonychomyrma из подсемейства долиходерины (Dolichoderinae). Австралия.

## Распространение
Австралия, Квинсленд. Распространение муравьев простирается от северных внутренних районов Нового Южного Уэльса и южных центральных районов внутреннего Квинсленда, а также далеко на северо-восток до Хоум-Хилл на реке Бурдекин.

## Описание
Мелкие земляные муравьи буровато-чёрного цвета, сходные с представителями рода Iridomyrmex. Длина рабочих около 4 мм. Усики самок и рабочих 12-члениковые (у самцов антенны состоят из 13 сегментов). Жвалы рабочих с 4—5 зубцами. Нижнечелюстные щупики 6-члениковые, нижнегубные щупики состоят из 4 сегментов. Голени средних и задних ног с одной апикальной шпорой.
Стебелёк между грудкой и брюшком состоит из одного сегмента (петиоль).

## Биология
Древесный вид, гнездящийся в дуплах живых взрослых деревьев, включая Allocasuarina luehmannii, Angophora leiocarpa и различные виды Eucalyptus. Anonychomyrma inclinata может образовывать колонии, которые являются одними из самых густонаселенных среди муравьёв Австралии, насчитывающих более 10 000 рабочих, а общая популяция составляет 170 000 особей, включая все касты. Муравьи формируют обширные тропы, собирают насекомых и нектар с целого ряда цветковых растений, включая омелу, и собирает падевую росу, выделяемую Hemiptera. Муравьи являются облигатным симбионтом незрелых стадий находящейся под угрозой исчезновения бабочки-голубянки Hypochrysops piceatus Kerr, Macqueen & Sands, 1969 (Lycaenidae), и южной популяции Ogyris aenone  Waterhouse, 1902. Распространение A. inclinata значительно шире, чем известные в настоящее время для H. piceatus, что позволяет предположить, что подходящие места для размножения этой редкой бабочки могут существовать в ранее не обследованных районах. Хотя A. inclinata кажется относительно широко распространенным и может использовать широкий спектр древесных пород, он, как и H. piceatus, полагается на зрелые живые деревья и поэтому подвержен различным угрозам, включая вырубку растительности, заготовку древесины, выпас скота, усиление засухи и частота пожаров. Из-за его критической важности муравьёв в жизненном цикле бабочки H. piceatus любые меры, предпринимаемые для сохранения бабочки, должны также учитывать важность сохранения здоровых популяций A. inclinata.

## Систематика и этимология
Anonychomyrma inclinata был впервые описан в 2021 году австралийскими биологами Jon Lewis (Australian National Insect Collection, CSIRO, Канберра, Австралия) и Don Sands (CSIRO Ecosciences Precinct, GPO Box 2583, Брисбен, Квинсленд) по материалам из Австралии. Включён в видовую группу itinerans group. Видовое название происходит от латинского слова inclina (наклонный), что относится к наклону проподеального дорзума рабочих.